# Stazione di Yoyogi-Uehara
La stazione di Yoyogi-Uehara (代々木上原駅?, Yoyogi-Uehara-eki) è una stazione ferroviaria di Tokyo che si trova a Shibuya. La stazione è il capolinea dell'infrastruttura della linea Chiyoda, che continua nella linea Odakyū Odawara che passa per questa stazione.

## Linee

### Treni
- Ferrovie Odakyū
  - ● Linea Odakyū Odawara

### Metropolitana
- Tokyo Metro
  -  Linea Hibiya

## Struttura
La stazione dispone di infrastrutture condivise fra le due linee ferroviarie passanti.
| 1 | ● Linea Odakyū Odawara | per Odawara, Hakone-Yumoto, Karakida e Katase-Enoshima |
| 2 | ● Linea Odakyū Odawara | (dalla linea Chiyoda) per Karakida                     |
| 2 | Linea Chiyoda          | solo discesa                                           |
| 3 | Linea Chiyoda          | per Omotesandō, Kasumigaseki, Ōtemachi e Ayase         |
| 4 | ● Linea Odakyū Odawara | per Shinjuku                                           |

## Stazioni adiacenti
| «                                 | Servizio               | »                    |
| Linea Odakyū Odawara              | Linea Odakyū Odawara   | Linea Odakyū Odawara |
| --------------------------------- | ---------------------- | -------------------- |
| Yoyogi-Hachiman                   | Locale                 | Higashi-Kitazawa     |
| Shinjuku                          | Semiespresso Sezionale | Shimo-Kitazawa       |
| Shinjuku Yoyogi-kōen (L. Chiyoda) | Semiespresso           | Shimo-Kitazawa       |
| Shinjuku Yoyogi-kōen (L. Chiyoda) | Espresso               | Shimo-Kitazawa       |
| Yoyogi-kōen (L. Chiyoda)          | Espresso Tama          | Shimo-Kitazawa       |
| Shinjuku                          | Espresso Rapido        | Shimo-Kitazawa       |
| Linea Chiyoda                     |                        |                      |
| Capolinea                         | Locale                 | Yoyogi-kōen          |
| Shimo-Kitazawa (L. Odawara)       | Semiespresso           | Yoyogi-kōen          |
| Shimo-Kitazawa (L. Odawara)       | Espresso               | Yoyogi-kōen          |
| Shimo-Kitazawa (L. Odawara)       | Espresso Tama          | Yoyogi-kōen          |